# Krzysztof (książę Grecji i Danii)
Krzysztof, książę Grecji i Danii (ur. 10 sierpnia 1888, zm. 21 stycznia 1940 w Atenach) – członek dynastii Glücksburgów, najmłodszy syn i dziecko króla Grecji Jerzego I Greckiego (1845–1913) i Olgi Konstantinowny Romanowej (1851–1926).
1 stycznia 1920 roku książę Krzysztof poślubił Nancy Stewart Worthington Leeds, która po ślubie była znana jako Anastasia, księżna Grecji i Danii. 3 lata po ślubie żona księcia zachorowała na raka i zmarła.
11 lutego 1929 książę poślubił księżniczkę Orleanu, Françoise (1902–1953), córkę Jana, księcia de Guise (1874–1940). Para miała jednego syna, Michała, który urodził się 7 stycznia 1939.

## Genealogia
| Prapradziadkowie                 | Fryderyk Karol Schleswig-Holstein-Sonderburg-Beck (1757-1816) ∞1780 Fryderyka Amalia Schlieben (1757-1827)                  | Karol z Hesji-Kassel (1744-1836) ∞1766 Luiza Oldenburg (1750-1831)                                                          | Fryderyk Heski (1747-1837) ∞1786 Karolina Nassau-Usingen (1762-1823)  | Fryderyk Oldenburg (1753-1805) ∞1774 Zofia z Meklemburgii-Schwerinu (1758-1794) | Paweł I Romanow (1754-1801) ∞1776 Maria Romanowa (1759-1828)                     | Fryderyk Wilhelm III Pruski (1770-1840) ∞1793 Luiza Pruska (1776-1810)           | Fryderyk z Saksonii-Altenburga (1763-1834) ∞1785 Charlotta z Meklemburgii-Strelitz (1769-1818) | Ludwik Wirtemberski (1756-1817) ∞1797 Henrietta z Nassau-Weilburg (1780-1857)    |
| Pradziadkowie                    | Fryderyk Wilhelm ze Szlezwika-Holsztynu-Sonderburga-Glücksburga (1785-1831) ∞1810 Luiza Karolina z Hesji-Kassel (1789-1867) | Fryderyk Wilhelm ze Szlezwika-Holsztynu-Sonderburga-Glücksburga (1785-1831) ∞1810 Luiza Karolina z Hesji-Kassel (1789-1867) | Wilhelm Heski (1787-1867) ∞1810 Luiza Charlotta Oldenburg (1789-1864) | Wilhelm Heski (1787-1867) ∞1810 Luiza Charlotta Oldenburg (1789-1864)           | Mikołaj I Romanow (1796-1855) ∞1817 Aleksandra Romanowa (1798-1860)              | Mikołaj I Romanow (1796-1855) ∞1817 Aleksandra Romanowa (1798-1860)              | Józef z Saksonii-Altenburga (1789-1868) ∞1817 Amelia Wirtemberska (1799-1848)                  | Józef z Saksonii-Altenburga (1789-1868) ∞1817 Amelia Wirtemberska (1799-1848)    |
| Dziadkowie                       | Chrystian IX (1818-1906) ∞1842 Luiza z Hesji-Kassel (1817-1898)                                                             | Chrystian IX (1818-1906) ∞1842 Luiza z Hesji-Kassel (1817-1898)                                                             | Chrystian IX (1818-1906) ∞1842 Luiza z Hesji-Kassel (1817-1898)       | Chrystian IX (1818-1906) ∞1842 Luiza z Hesji-Kassel (1817-1898)                 | Konstanty Romanow (1827-1892) ∞1848 Aleksandra z Saksonii-Altenburga (1830-1911) | Konstanty Romanow (1827-1892) ∞1848 Aleksandra z Saksonii-Altenburga (1830-1911) | Konstanty Romanow (1827-1892) ∞1848 Aleksandra z Saksonii-Altenburga (1830-1911)               | Konstanty Romanow (1827-1892) ∞1848 Aleksandra z Saksonii-Altenburga (1830-1911) |
| Rodzice                          | Jerzy I Grecki (1845-1913) ∞1867 Olga Romanowa (1851-1926)                                                                  | Jerzy I Grecki (1845-1913) ∞1867 Olga Romanowa (1851-1926)                                                                  | Jerzy I Grecki (1845-1913) ∞1867 Olga Romanowa (1851-1926)            | Jerzy I Grecki (1845-1913) ∞1867 Olga Romanowa (1851-1926)                      | Jerzy I Grecki (1845-1913) ∞1867 Olga Romanowa (1851-1926)                       | Jerzy I Grecki (1845-1913) ∞1867 Olga Romanowa (1851-1926)                       | Jerzy I Grecki (1845-1913) ∞1867 Olga Romanowa (1851-1926)                                     | Jerzy I Grecki (1845-1913) ∞1867 Olga Romanowa (1851-1926)                       |
| Krzysztof Glücksburg (1888-1940) | | |                                                                       |                                                                                 |                                                                                  |                                                                                  |                                                                                                |                                                                                  |